# Deserto di Los Monegros

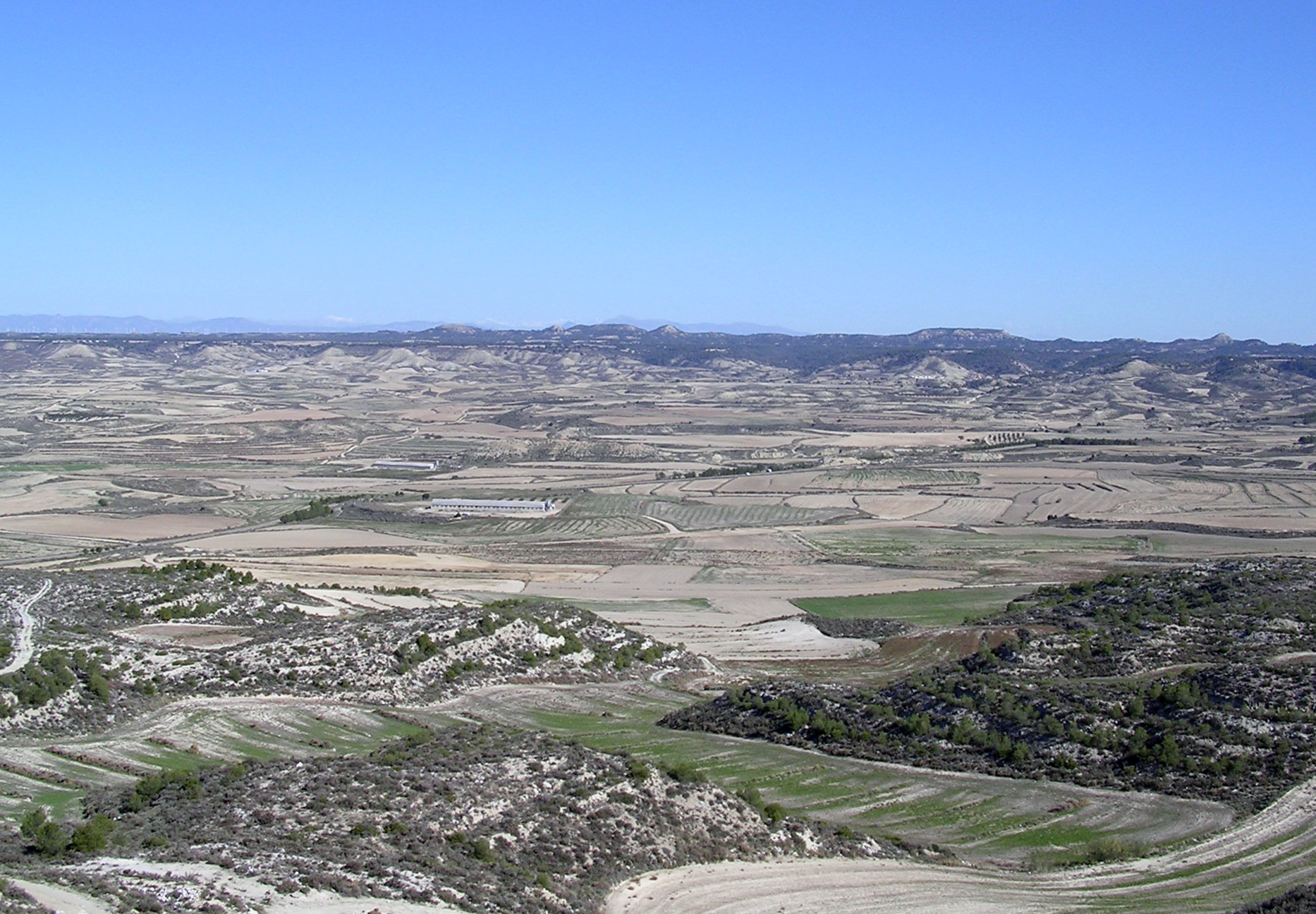
Il deserto di Los Monegros nei pressi di Leciñena.

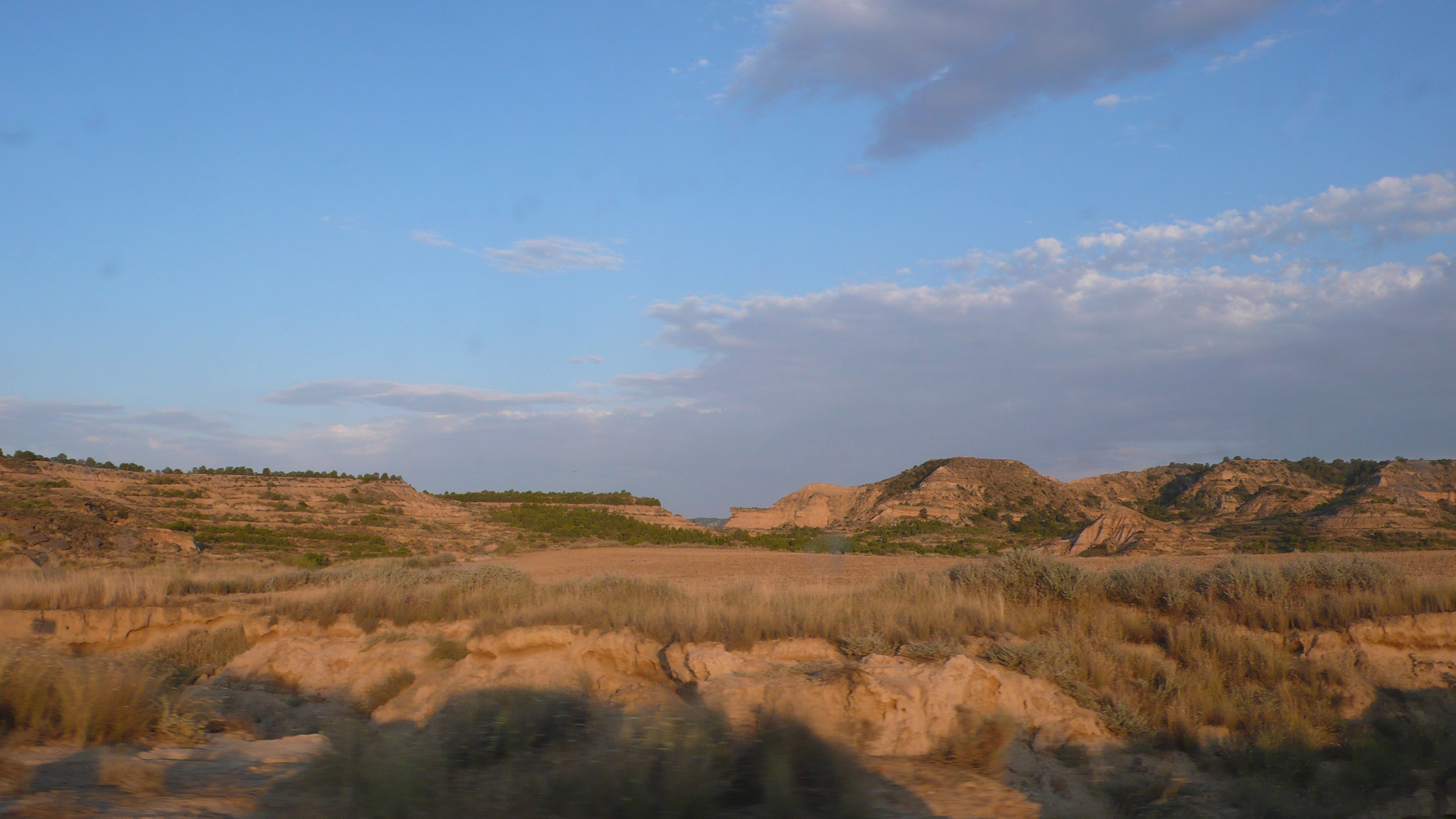
Il deserto di Los Monegros

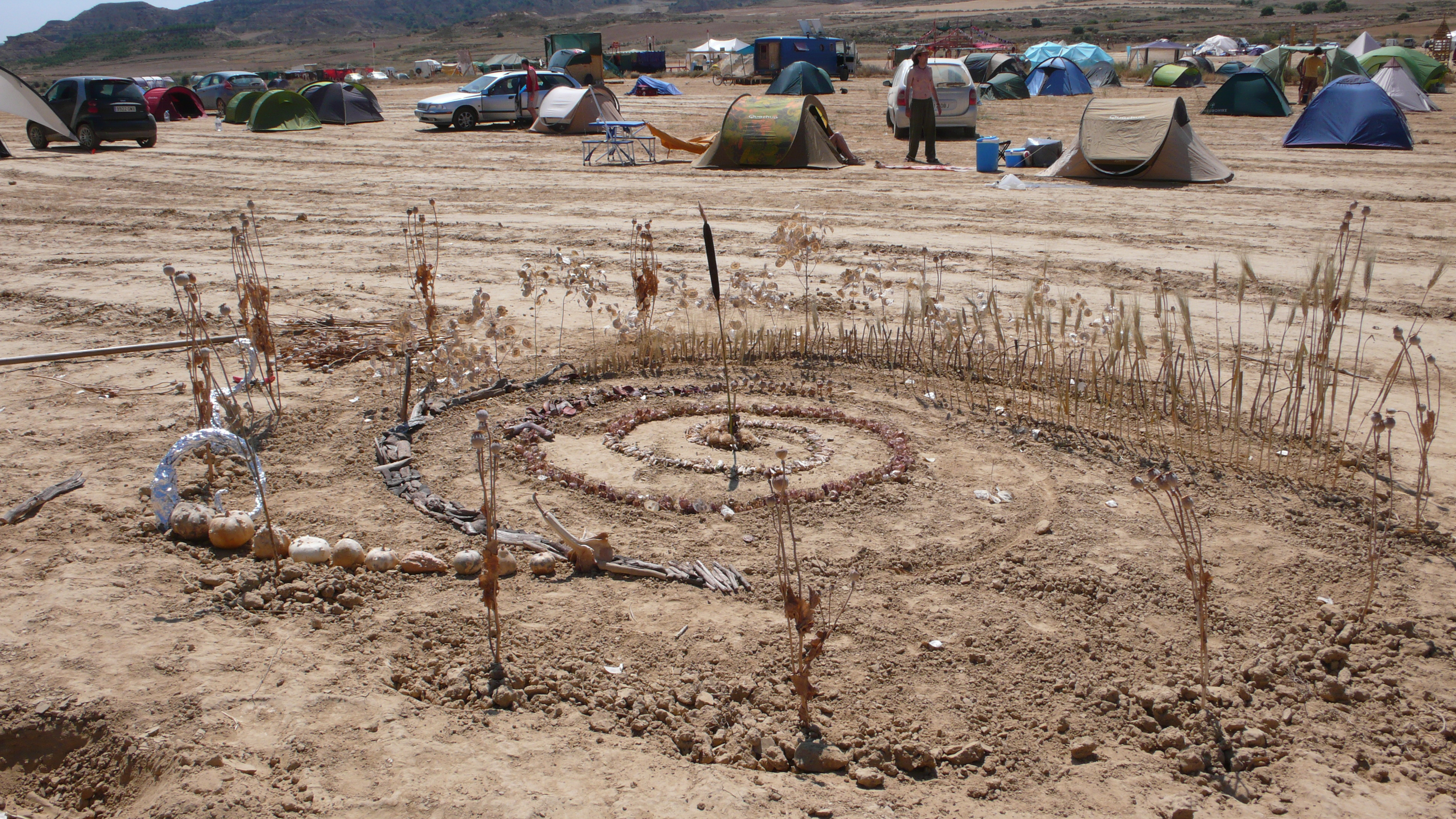
Tende nel deserto di Los Monegros per il festival di musica.

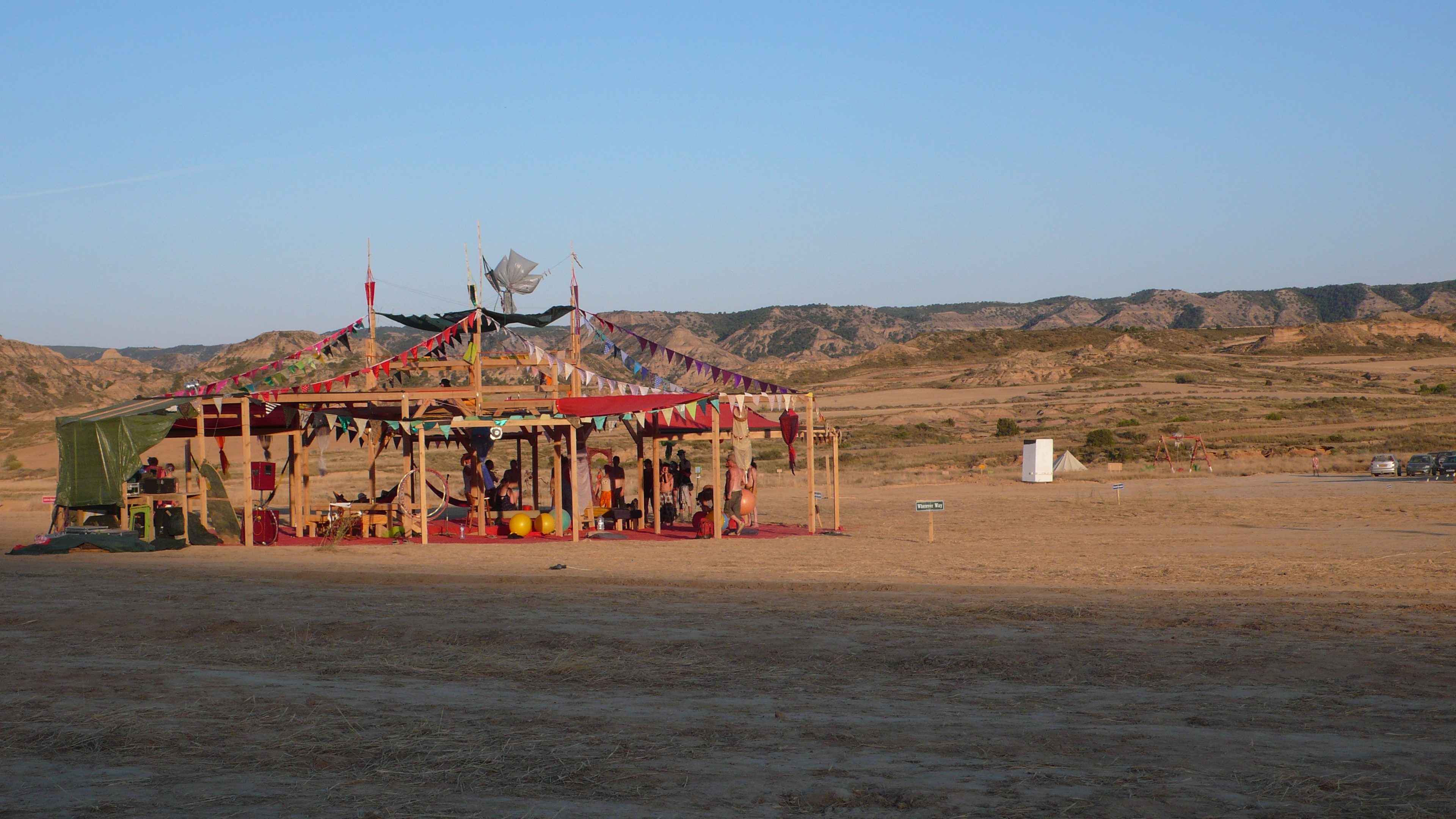
Accampamento nel deserto di Los Monegros

Il deserto di Los Monegros è un'area semidesertica della comunità autonoma di Aragona, nel nordest della Spagna, che si estende nella provincia di Saragozza e nella provincia di Huesca. È soggetto a frequenti periodi di siccità.
A metà luglio vi si tiene dal 1994 un noto festival di musica elettronica, il Monegros Desert Festival.

## Caratteristiche
Il deserto di Los Monegros si estende nella provincia di Saragozza e nella provincia di Huesca, inclusa la comarca di Los Monegros, nella comunità autonoma di Aragona, nel nordest della Spagna. Una parte del deserto si trova nella valle del fiume Ebro. 
Il deserto copre un'area di 276 440 ha appartenenti a 49 villaggi suddivisi in 31 municipalità. È un'area della Spagna poco abitata con una popolazione di 7,6 abitanti per km²..
Il punto più alto del deserto è Oscuro, ad un'altitudine di 822 m, ma la maggior parte della topografia del paesaggio varia tra i 60 e i 90 m di altitudine ed è relativamente piatta. L'habitat è di arbusti e steppa, soggetto a frequenti periodi di siccità con temperature elevate e pressoché totale assenza di precipitazioni, che in media si aggirano sui 350 mm di pioggia all'anno. In alcune località cresce il ginepro e vi sono insediate anche alcune fattorie.

## Flora e fauna
L'asprezza dell'ambiente richiede piante che siano in grado di adattarsi alla salinità del terreno e all'aridità. Anche se l'habitat naturale della regione è caratterizzato da arbusti, steppa e ginepro, si stanno diffondendo anche piante di cereali.
Il falco grillaio frequenta l'area, nidificando in caverne sparse nei 250 km² del deserto.
Il deserto è un'area protetta che fa parte della rete Natura 2000. Due progetti cofinanziati dalla Commissione Europea riguardano in parte anche il deserto di Los Monegros quale area di interesse biologico dato l'elevato numero di specie endemiche che, secondo una indagine del 1999, ammontano a 5.400 specie. Nuove ricerche sono state compiute nel 2000, sui componenti della steppa del biota di Los Monegros. Il Governo dell'Aragona non ha finora preso misure per proteggere l'area.